# 幕末 (映画)
『幕末』（ばくまつ）は、1970年2月14日に公開された日本映画。監督は伊藤大輔、主演は中村錦之助（後の萬屋錦之介）。司馬遼太郎の『竜馬がゆく』を原案にしている。

## スタッフ
- 監督：伊藤大輔
- 製作：小川衿一郎
- 原案：司馬遼太郎
- 脚本：伊藤大輔
- 撮影：山田一夫
- 編集：阿良木佳弘
- 音楽：佐藤勝

## キャスト
- 坂本竜馬：中村錦之助

- お良：吉永小百合

- 中岡慎太郎：仲代達矢
- 西郷吉之助：小林桂樹

- 近藤長次郎：中村賀津雄
- 勝海舟：神山繁
- 三吉慎造：江原真二郎
- 武市半平太：仲谷昇

- 桂小五郎：御木本伸介
- 新宮馬之助：松山英太郎
- 品川弥次郎：天田俊明
- 四十吉：大辻伺郎
- 沢木将司：新田昌玄
- 中平寅之進：片山明彦
- 中平三和：二木てるみ
- 三神太郎次：太田博之
- 藤吉：香川良介
- 千左右吉：山本學

- 池上多聞：長島隆一
- 中平忠吉郎：古谷一行
- 弁斉：青山宏
- 佐市：保積ペペ
- 於福：緋多景子
- 伊東甲子太郎：中村時之介
- 布施市之丞：沢井三郎
- 出石喜助：田中浩
- 志田秀躬：奥田情
- 城戸伝次郎：福本勇
- 安岡金馬：橋本仙三
- 牟田：浅若芳太郎
- 朽尾：安田隆
- 幾久：成合晃

- 村嶋右之助：大里健太郎
- 才女万里：植田多葉子
- おちよ：高野宏美
- 新見衛：神木真一郎
- 菅（士官）：渡辺篤史
- 千葉重太郎：尾形伸之介
- 乙女：香川桂子

- 小万：江利チエミ

- 亥之：野坂昭如
- 山田広衛：山形勲

- 後藤象二郎：三船敏郎

## 同時上映
「続・社長学ABC」
- 監督：松林宗恵。主演：森繁久彌。
- 「社長シリーズ」の1本にして、森繁の最終作。